# Gornji Bunibrod
Gornji Bunibrod (cyr. Горњи Буниброд) – wieś w Serbii, w okręgu jablanickim, w mieście Leskovac. W 2011 roku liczyła 710 mieszkańców.